# 7월의 훌리오 꼬미엔자
7월의 훌리오 꼬미엔자(Julio Comienza En Julio, Julio Begins In July)는 칠레에서 제작된 실비오 카이오지 감독의 1979년 영화이다. 루이스 알라르콘 등이 주연으로 출연하였고 실비오 카이오지 등이 제작에 참여하였다.

## 출연
- 루이스 알라르콘
- 하이메 바델
- 글로리아 뭉크메예르